# Milo Savage
George Jethro Ware, mais conhecido como Milo Savage (Iowa City, 8 de agosto de 1926 - 16 de outubro de 1998) foi um pugilista profissional estadunidense, cujo nome consta no Hall da Fama do Boxe de Nova Jersey.
Em 1963, aceitou o desafio proposto por Jim Beck para realizar uma luta contra algum praticante de artes marciais japonesas. Ele foi confrontado (e derrotado) pelo judoca Gene LeBell, naquela que é considerada a primeira luta de MMA dos EUA.

## Carreira
Perigoso, durável, inteligente, Savage derrotou renomados lutadores da categoria dos pesos-médios, como Neal Rivers, Moses Ward, Bobby Boyd, Sammy Walker, Dick Wagner e Charlie Sawyer. Em seu cartel conta ainda 2 empates, com Edwardo Lassie e Harry “Kid” Matthews.
Milo teve uma carreira longa e variada, tornando-se profissional em 1945. Há rumores de que ele lutou algumas vezes na década de 1970 e até mesmo uma vez no início de 1980.

### A famosa luta de MMA contra Gene LeBell
Em 1963, Gene LeBell se envolveu com um desafio do boxeador e escritor Jim Beck para os praticantes das artes marciais japonesas. Beck afirmou que um boxeador poderia derrotar qualquer artista marcial em uma luta direta e ofereceu US$ 1000 para qualquer um que pudesse provar o contrário. Beck revelou um conhecimento muito limitado de artes marciais, aparentemente confundindo judô com caratê.
Incentivado por Ed Parker, LeBell aceitou o desafio e viajou para Salt Lake City para encontrar Beck. Para sua surpresa, LeBell descobriu que seu oponente não seria Beck, mas um boxeador mais conceituado, Milo Savage, que também tinha experiência em wrestling amador. Chegou-se a um acordo para que a luta durasse cinco rounds, cada um com duração de três minutos. O lado do boxeador exigia uma estipulação em que o menor e mais velho Savage (Savage tinha 39 anos enquanto LeBell tinha 31 na data da luta) poderia usar qualquer tipo de soco, enquanto o judoca não poderia chutar, na aparente crença de que LeBell era um carateca. Uma estipulação adicional impedia LeBell de tentar tackle ou quedas abaixo da cintura. Em troca, Savage se ofereceu para usar um judogi. No entanto, no dia da partida, Savage apareceu usando um karategi, muito mais apertado e difícil de agarrar. O acampamento Savage alegou que não sabia a diferença. Além disso, de acordo com LeBell e outras fontes, as luvas de Savage continham soqueiras e ele tinha untado o kimono com vaselina para tornar mais difícil segurá-lo. As estipulações incomuns convenceram LeBell de que o camp de Savage, longe de ser ignorante sobre artes marciais, havia treinado Savage no judô para se defender contra os arremessos de LeBell.
A luta ocorreu em 2 de dezembro de 1963. Os combatentes foram inicialmente cautelosos, com LeBell sendo o primeiro a pressionar a ação ao tentar derrubar Savage. O boxeador bloqueou o movimento, o que agravou uma antiga lesão no ombro de LeBell. LeBell tentou várias técnicas no segundo e terceiro round e finalmente teve sucesso em derrubar Savage, mas Savage continuou defendendo tanto em pé quanto no chão de uma maneira muito técnica, aparentemente confirmando a teoria de LeBell sobre o treinamento de grappling de seu oponente. Savage até tentou derrubar o judoca em uma instância. No entanto, LeBell conseguiu montar e encontrou a oportunidade de executar um armlock , mas ele optou por buscar um estrangulamento, concluindo que Savage não se renderia a um braço quebrado. Finalmente, ele executou um harai goshi esquerdo no quarto assalto e seguido por um mata-leão . Em segundos, Savage caiu inconsciente e LeBell foi declarado o vencedor.
A derrota de Savage, o favorito da cidade, fez com que a multidão reagisse violentamente. Garrafas, cadeiras e outros detritos foram jogados no ringue. Para evitar uma confusão total, o herói da cidade natal e classificado como boxeador profissional Jay Fullmer entrou no ringue para parabenizar LeBell. O judoca e sua equipe mostraram seu espírito esportivo ajudando a reanimar Savage com kappo, já que nem o árbitro nem o médico do ringue sabiam como ressuscitá-lo. Apesar disso, um homem tentou esfaquear LeBell na saída e este teve que ser protegido pelos judocas e lutadores profissionais que o acompanhavam.

### Carreira após a aposentadoria
Após pendurar as luvas, tornou-se um árbitro licenciado e juiz na Comissão Atlética do estado de NJ. Ele treinou e trabalhou com muitos jovens na área de Trenton, preparando-os para os torneios Golden Gloves e Diamond Gloves.